# Sŏn'gyo-guyŏk
Sŏn'gyo-guyŏk (koreanska: 선교구역) är en kommun i Nordkorea.   Den ligger i provinsen Pyongyang, i den sydvästra delen av landet. Huvudstaden Pyongyang ligger i Sŏn'gyo-guyŏk.